# دارين كان
دارين كان (بالإنجليزية: Darren Cann)‏ هو لاعب كرة قدم بريطاني، ولد في 17 يونيو 1968 في توركاي في المملكة المتحدة. لعب مع نادي توركي يونايتد ونادي غلوستر سيتي ونادي مينهيد ونادي ويموث.